# Gola resnica (film, 2009)
Gola resnica je slovenski komični dokumentarni film iz leta 2009 v režiji Vojka Anzeljca po scenariju Anzeljca in Francija Keka. Artur Štern je po neobičajni volilni kampanji za volitve predsednika Republike Slovenije 2007 razkril, da je v resnici izvajal poskus s skrito kamero. Film obravnava objektivnost medijev, težave z volilno zakonodajo in odzive Slovencev.